# 2014 FIFAワールドカップ・北中米カリブ海2次予選
このページは、2014 FIFAワールドカップ・北中米カリブ海予選の2次予選の結果をまとめたものである。

## フォーマット
1次予選を突破した6カ国・地域と2次予選から参加の6カ国・地域、計12カ国・地域を4カ国・地域ずつ3組に分け、ホーム・アンド・アウェーの2順の総当たり戦を行う。
組み合わせ抽選は、2011年7月30日にブラジル・リオデジャネイロで行われた。
競技日程は2012年6月8日に開幕、同年10月16日に最終節が行われた。各組上位2カ国・地域が3次予選（最終予選）に進出する。

## シード順
| ポット1                              | ポット2                        | ポット3                                                                         |
| ------------------------------------ | ------------------------------ | ------------------------------------------------------------------------------- |
| アメリカ合衆国 メキシコ ホンジュラス | ジャマイカ コスタリカ キューバ | エルサルバドル† ガイアナ† パナマ† カナダ† グアテマラ† アンティグア・バーブーダ† |

† 1次予選の勝者はシード順が決められた時は未定であった。

## 結果

### グループA
| チーム                   | 勝点 | 試合 | 勝利 | 引分 | 敗戦 | 得点 | 失点 | 点差 |
| ------------------------ | ---- | ---- | ---- | ---- | ---- | ---- | ---- | ---- |
| アメリカ合衆国           | 13   | 6    | 4    | 1    | 1    | 11   | 6    | +5   |
| ジャマイカ               | 10   | 6    | 3    | 1    | 2    | 9    | 6    | +3   |
| グアテマラ               | 10   | 6    | 3    | 1    | 2    | 9    | 8    | +1   |
| アンティグア・バーブーダ | 1    | 6    | 0    | 1    | 5    | 4    | 13   | -9   |

| チーム  | チーム                   | AWAY               | AWAY           | AWAY           | AWAY                         |
| チーム  | チーム                   | アメリカ合衆国の旗 | ジャマイカの旗 | グアテマラの旗 | アンティグア・バーブーダの旗 |
| ------- | ------------------------ | ------------------ | -------------- | -------------- | ---------------------------- |
| H O M E | アメリカ合衆国           | X                  | 1-0            | 3-1            | 3-1                          |
| H O M E | ジャマイカ               | 2-1                | X              | 2-1            | 4-1                          |
| H O M E | グアテマラ               | 1-1                | 2-1            | X              | 3-1                          |
| H O M E | アンティグア・バーブーダ | 1-2                | 0-0            | 0-1            | X                            |

| 2012年6月8日 19:11 (UTC-4) |

| アメリカ合衆国                                        | 3 - 1    | アンティグア・バーブーダ |
| ボカネグラ 6分 · デンプシー 44分 (pen.) · ゴメス 72分 | レポート | バイヤース 65分          |

| レイモンド・ジェームス・スタジアム（タンパ） 観客数: 23,971人 主審: ウーゴ・クルス・アルバラド |

| 2012年6月8日 20:30 (UTC-5) |

| ジャマイカ                          | 2 - 1    | グアテマラ          |
| フィリップス 40分 · ジョンソン 46分 | レポート | ペッサロッシ 90+2分 |

| インディペンデンス・パーク（キングストン） 観客数: 14,000人 主審: ロベルト・モレノ |

| 2012年6月12日 19:00 (UTC-4) |

| アンティグア・バーブーダ | 0 - 0    | ジャマイカ |
|                          | レポート |            |

| サー・ヴィヴィアン・リチャーズ・スタジアム（セントジョンズ） 観客数: 8,500人 主審: スタンリー・ランカスター |

| 2012年6月12日 20:00 (UTC-6) |

| グアテマラ  | 1 - 1    | アメリカ合衆国  |
| パッパ 81分 | レポート | デンプシー 39分 |

| エスタディオ・マテオ・フロレス（グアテマラシティ） 観客数: 18,000人 主審: ホエル・アギラール |

| 2012年9月7日 19:00 (UTC-5) |

| ジャマイカ                          | 2 - 1    | アメリカ合衆国 |
| オースティン 22分 · シェルトン 62分 | レポート | デンプシー 1分 |

| インディペンデンス・パーク（キングストン） 観客数: 25,000人 主審: マルコ・ロドリゲス |

| 2012年9月7日 20:00 (UTC-6) |

| グアテマラ                            | 3 - 1    | アンティグア・バーブーダ |
| ルイス 58分, 79分 · ペサロッシ 90+1分 | レポート | バイヤース 38分          |

| エスタディオ・マテオ・フロレス（グアテマラシティ） 観客数: 8,000人 主審: マルコス・ブレア |

| 2012年9月11日 19:00 (UTC-4) |

| アンティグア・バーブーダ | 0 - 1    | グアテマラ  |
|                          | レポート | ルイス 25分 |

| サー・ヴィヴィアン・リチャーズ・スタジアム（セントジョンズ） 観客数: 5,000人 主審: デイヴィッド・ガンター |

| 2012年9月11日 20:11 (UTC-4) |

| アメリカ合衆国 | 1 - 0    | ジャマイカ |
| ゴメス 55分    | レポート |            |

| コロンバス・クルー・スタジアム（コロンバス） 観客数: 23,881人 主審: ホセ・ピネダ |

| 2012年10月12日 19:00 (UTC-4) |

| アンティグア・バーブーダ | 1 - 2    | アメリカ合衆国        |
| ブラックストック 25分    | レポート | ジョンソン 20分, 90分 |

| サー・ヴィヴィアン・リチャーズ・スタジアム（セントジョンズ） 観客数: 7,000人 主審: ニール・ブライザン |

| 2012年10月12日 20:00 (UTC-6) |

| グアテマラ                    | 2 - 1    | ジャマイカ             |
| フィゲロア 16分 · ルイス 85分 | レポート | シェルトン 61分 (pen.) |

| エスタディオ・マテオ・フロレス（グアテマラシティ） 観客数: 20,717人 主審: ロベルト・ガルシア |

| 2012年10月16日 18:15 (UTC-5) |

| ジャマイカ                                                      | 4 - 1    | アンティグア・バーブーダ |
| フィリップス 16分 · ノースワージー 17分 · リチャーズ 78分, 88分 | レポート | グリフィス 61分          |

| インディペンデンス・パーク（キングストン） 観客数: 8,000人 主審: ワルテル・ケサダ |

| 2012年10月16日 18:15 (UTC-5) |

| アメリカ合衆国                          | 3 - 1    | グアテマラ   |
| ボカネグラ 10分 · デンプシー 18分, 36分 | レポート | C.ルイス 5分 |

| ライブストロング・スポーティング・パーク（カンザスシティ） 観客数: 16,947人 主審: ロベルト・モレノ |

### グループB
| チーム         | 勝点 | 試合 | 勝利 | 引分 | 敗戦 | 得点 | 失点 | 点差 |
| -------------- | ---- | ---- | ---- | ---- | ---- | ---- | ---- | ---- |
| メキシコ       | 18   | 6    | 6    | 0    | 0    | 15   | 2    | +13  |
| コスタリカ     | 10   | 6    | 3    | 1    | 2    | 14   | 5    | +9   |
| エルサルバドル | 5    | 6    | 1    | 2    | 3    | 8    | 11   | -3   |
| ガイアナ       | 1    | 6    | 0    | 1    | 5    | 5    | 24   | -19  |

| チーム  | チーム         | AWAY         | AWAY           | AWAY               | AWAY         |
| チーム  | チーム         | メキシコの旗 | コスタリカの旗 | エルサルバドルの旗 | ガイアナの旗 |
| ------- | -------------- | ------------ | -------------- | ------------------ | ------------ |
| H O M E | メキシコ       | X            | 1-0            | 2-0                | 3-1          |
| H O M E | コスタリカ     | 0-2          | X              | 2-2                | 7-0          |
| H O M E | エルサルバドル | 1-2          | 0-1            | X                  | 2-2          |
| H O M E | ガイアナ       | 0-5          | 0-4            | 2-3                | X            |

| 2012年6月8日 19:00 (UTC-5) |

| メキシコ                                                     | 3 - 1    | ガイアナ           |
| サルシド 11分 · ドス・サントス 15分 · ロドリゲス 51分 (o.g.) | レポート | モレノ 62分 (o.g.) |

| エスタディオ・アステカ（メキシコシティ） 観客数: 80,401人 主審: ハビエル・サントス |

| 2012年6月8日 20:00 (UTC-6) |

| コスタリカ                      | 2 - 2    | エルサルバドル                  |
| サボリオ 10分 · キャンベル 15分 | レポート | グティエレス 23分 · ロメロ 54分 |

| エスタディオ・ナシオナル・デ・コスタリカ（サンホセ） 観客数: 23,701人 主審: ワルテル・ロペス |

| 2012年6月12日 20:00 (UTC-4) |

| ガイアナ | 0 - 4    | コスタリカ                                  |
|          | レポート | サボリオ 20分, 26分, 52分 · キャンベル 72分 |

| プロヴィデンス・スタジアム（プロヴィデンス） 観客数: 11,000人 主審: マルコス・ブレア |

| 2012年6月12日 19:33 (UTC-6) |

| エルサルバドル | 1 - 2    | メキシコ                  |
| パチェコ 64分  | レポート | サバラ 60分 · モレノ 82分 |

| エスタディオ・クスカトラン（サン・サルバドル） 観客数: 29,712人 主審: ホセ・ピネダ |

| 2012年9月7日 19:30 (UTC-6) |

| エルサルバドル                 | 2 - 2    | ガイアナ        |
| グティエレス 4分 · ロメロ 21分 | レポート | ボブ 20分, 58分 |

| エスタディオ・クスカトラン（サン・サルバドル） 観客数: 24,000人 主審: ジェアー・マルフォ |

| 2012年9月7日 20:05 (UTC-6) |

| コスタリカ | 0 - 2    | メキシコ                    |
|            | レポート | サルシド 43分 · サバラ 52分 |

| エスタディオ・ナシオナル・デ・コスタリカ（サンホセ） 観客数: 32,500人 主審: ロベルト・モレノ |

| 2012年9月11日 20:00 (UTC-4) |

| ガイアナ                         | 2 - 3    | エルサルバドル                            |
| リチャードソン 1分 · ナース 62分 | レポート | ロメロ 12分 · アラス 51分 · ブルホス 76分 |

| プロヴィデンス・スタジアム（プロヴィデンス） 観客数: 4,141人 主審: レイモンド・ボーグル |

| 2012年9月11日 20:00 (UTC-5) |

| メキシコ          | 1 - 0    | コスタリカ |
| エルナンデス 61分 | レポート |            |

| エスタディオ・アステカ（メキシコシティ） 観客数: 44,007人 主審: コートニー・キャンベル |

| 2012年10月12日 20:00 (UTC-5) |

| ガイアナ | 0 - 5    | メキシコ                                                                                   |
|          | レポート | グアルダード 77分 · ペラルタ 79分 · ポラード 83分 (o.g.) · エルナンデス 84分 · レイナ 86分 |

| BBVAコンパス・スタジアム（米国・ヒューストン） 観客数: 12,115人 主審: ワルテル・ロペス |

| 2012年10月12日 19:30 (UTC-6) |

| エルサルバドル | 0 - 1    | コスタリカ  |
|                | レポート | クベロ 31分 |

| エスタディオ・クスカトラン（サン・サルバドル） 観客数: 35,082人 主審: マーク・ガイガー |

| 2012年10月16日 19:00 (UTC-6) |

| コスタリカ                                                                                           | 7 - 0    | ガイアナ |
| ブレネス 10分, 48分 · ガンボア 14分 · サボリオ 51分 (pen.), 76分 · ボラーニョス 60分 · ボルヘス 71分 | レポート |          |

| エスタディオ・ナシオナル・デ・コスタリカ（サンホセ） 観客数: 27,500人 主審: エクトル・ロドリゲス |

| 2012年10月16日 20:00 (UTC-5) |

| メキシコ                          | 2 - 0    | エルサルバドル |
| ペラルタ 65分 · エルナンデス 85分 | レポート |                |

| エスタディオ・コロナ（トレオン） 観客数: 26,333人 主審: ハフェス・ペレア |

### グループC
| チーム       | 勝点 | 試合 | 勝利 | 引分 | 敗戦 | 得点 | 失点 | 点差 |
| ------------ | ---- | ---- | ---- | ---- | ---- | ---- | ---- | ---- |
| ホンジュラス | 11   | 6    | 3    | 2    | 1    | 12   | 3    | +9   |
| パナマ       | 11   | 6    | 3    | 2    | 1    | 6    | 2    | +4   |
| カナダ       | 10   | 6    | 3    | 1    | 2    | 6    | 10   | -4   |
| キューバ     | 1    | 6    | 0    | 1    | 5    | 1    | 10   | -9   |

| チーム  | チーム       | AWAY             | AWAY       | AWAY       | AWAY         |
| チーム  | チーム       | ホンジュラスの旗 | パナマの旗 | カナダの旗 | キューバの旗 |
| ------- | ------------ | ---------------- | ---------- | ---------- | ------------ |
| H O M E | ホンジュラス | X                | 0-2        | 8-1        | 1-0          |
| H O M E | パナマ       | 0-0              | X          | 2-0        | 1-0          |
| H O M E | カナダ       | 0-0              | 1-0        | X          | 3-0          |
| H O M E | キューバ     | 0-3              | 1-1        | 0-1        | X            |

| 2012年6月8日 14:00 (UTC-4) |

| キューバ | 0 - 1    | カナダ          |
|          | レポート | オーシャン 54分 |

| エスタディオ・ペドロ・マレーロ（ハバナ） 観客数: 7,000人 主審: コートニー・キャンベル |

| 2012年6月8日 19:30 (UTC-6) |

| ホンジュラス | 0 - 2    | パナマ            |
|              | レポート | ペレス 64分, 80分 |

| エスタディオ・オリンピコ・メトロポリタノ（サン・ペドロ・スーラ） 観客数: 28,215人 主審: ロベルト・ガルシア |

| 2012年6月12日 19:45 (UTC-4) |

| カナダ | 0 - 0    | ホンジュラス |
|        | レポート |              |

| BMOフィールド（トロント） 観客数: 16,132人 主審: エンリコ・ヴィーンガールド |

| 2012年6月12日 20:05 (UTC-5) |

| パナマ        | 1 - 0    | キューバ |
| バラオナ 57分 | レポート |          |

| エスタディオ・ロンメル・フェルナンデス（パナマ市） 観客数: 21,000人 主審: マーク・ガイガー |

| 2012年9月7日 15:00 (UTC-4) |

| キューバ | 0 - 3    | ホンジュラス                                            |
|          | レポート | ベンクトソン 31分 · ベルナルデス 63分 · チャベス 90+2分 |

| エスタディオ・ペドロ・マレーロ（ハバナ） 主審: ワルテル・ケサーダ |

| 2012年9月7日 19:45 (UTC-4) |

| カナダ            | 1 - 0    | パナマ |
| デ・ロサリオ 77分 | レポート |        |

| BMOフィールド（トロント） 観客数: 17,586人 主審: ジェフリー・ソリス |

| 2012年9月11日 20:05 (UTC-5) |

| パナマ                            | 2 - 0    | カナダ |
| ブラックバーン 24分 · ペレス 57分 | レポート |        |

| エスタディオ・ロンメル・フェルナンデス（パナマ市） 観客数: 20,000人 主審: エルメル・ボニージャ |

| 2012年9月11日 19:30 (UTC-6) |

| ホンジュラス      | 1 - 0    | キューバ |
| ベンクトソン 32分 | レポート |          |

| エスタディオ・オリンピコ・メトロポリタノ（サン・ペドロ・スーラ） 観客数: 12,000人 主審: ワルテル・ロペス |

| 2012年10月12日 19:45 (UTC-4) |

| カナダ                                          | 3 - 0    | キューバ |
| リケッツ 14分 · ジョンソン 73分 · エドガー 79分 | レポート |          |

| BMOフィールド（トロント） 観客数: 17,712人 主審: ハビエル・サントス |

| 2012年10月12日 21:05 (UTC-5) |

| パナマ | 0 - 0    | ホンジュラス |
|        | レポート |              |

| エスタディオ・ロンメル・フェルナンデス（パナマ市） 観客数: 7,000人 主審: ホエル・アギラール |

| 2012年10月16日 16:00 (UTC-4) |

| キューバ    | 1 - 1    | パナマ        |
| ゴメス 38分 | レポート | バラオナ 77分 |

| エスタディオ・ペドロ・マレーロ（ハバナ） 観客数: 3,500人 主審: スタンリー・ランカスター |

| 2012年10月16日 14:00 (UTC-6) |

| ホンジュラス                                                                         | 8 - 1    | カナダ        |
| ベンクトソン 7分, 16分, 83分 · コストリー 30分, 49分, 88分 · マルティネス 32分, 59分 | レポート | ヒューム 77分 |

| エスタディオ・オリンピコ・メトロポリタノ（サン・ペドロ・スーラ） 観客数: 38,000人 主審: マウリシオ・モラレス |